# Playstation Vita
Playstation Vita (förkortat PS Vita, skrivet PlayStation Vita i marknadsföringssammanhang) är en bärbar spelkonsol utvecklad av Sony. Den är den sjätte i Sonys Playstation-konsolserie och deras tredje bärbara spelkonsol. Den gavs ut i Japan och delar av Asien i december 2011, och i resten av världen i februari–mars 2012. 

## Teknisk specifikation
Enheten har två analoga styrspakar, ett styrkors och en beröringskänslig skärm samt en styrplatta på enhetens baksida. Därutöver tillkommer en inbyggd kompass och rörelsekänslighet. Enheten har en 5-tums OLED skärm (något större än föregångaren) med en upplösning på 960 × 544 pixlar, en ARM-processor med fyra kärnor och ett nytt lagringsmedium. Enheten kan kommunicera trådlöst via WiFi (b/g/n), Bluetooth och 3G (beroende på modell). Fysiska Playstation Vita-spel är helt regionfria, detta på grund av att den mobila spelkonsolen ofta används på resande fot, medan nedladdade spel från Playstation Network endast går att använda med Playstation Network-konton som tillhör motsvarande region.

## Medium

Playstation Vita-kassett tillsammans med ett NVG Card.

Enheten använder sig av ett nytt lagringsmedium kallat NVG Card, som bl.a. har stora likheter med existerande SD-kort. Dessa finns i storlekar som rymmer 4, 8, 16, 32 och 64 GB styck varav 10–15 procent av utrymmet reserveras för sparfiler.